# Севастопольская (станица)
Севасто́польская — станица в Майкопском районе Республики Адыгеи России. Входит в Абадзехское сельское поселение.

## География
Расположена в верховьях реки Фюнтв, в горнолесной местности, в 8 км к юго-востоку от станицы Абадзехской. Через станицу проходит асфальтированная дорога из станицы Абадзехской в станицу Новосвободную.

## История
Станица Севастопольская основана в 1862 году на землях егерукаевцев; в 1865 году была упразднена, в 1869 году восстановлена. До этого неподалёку располагался черкесский аул Магомет-Касай. Названа в честь Севастопольского полка, участвовавшему в Кавказской войне.
Входила в Майкопский отдел Кубанской области.
В 1873 году в Богородице-Рождественскую церковь станицы требовался священник. На тот момент в станице проживали 622 человека.

## Население
| 2002 | 2010 | 2013 | 2014 | 2015 | 2016 | 2017 |
| ---- | ---- | ---- | ---- | ---- | ---- | ---- |
| 733  | ↘644 | →644 | ↘619 | ↘617 | ↘606 | ↗614 |
| 2018 | 2019 | 2020 | 2021 | 2023 | 2024 |      |
| ↘608 | ↘595 | ↗597 | ↘529 | ↘517 | ↘509 |      |

По данным Всероссийской переписи населения 2021 года:
| Народ               | Численность, чел. | Доля от всего населения, % |
| ------------------- | ----------------- | -------------------------- |
| русские             | 467               | 88,28 %                    |
| другие / не указано | 62                | 11,72 %                    |
| всего               | 529               | 100,0 %                    |

## Известные уроженцы
- Гредин, Пётр Тимофеевич (1925—1980) — Герой Советского Союза.